# Stevenson Adonis
Stevenson Adonis (Port-au-Prince, 22 settembre 1977) è un ex pugile canadese di origine haitiana, che invertendo nome e cognome combatte col nome di Adonis Stevenson. Soprannominato Superman, è stato dal 2013 al 2018 il campione del mondo WBC dei pesi mediomassimi.

## Carriera
Ha iniziato relativamente tardi la carriera di pugile, anche per via di una condanna.
Da dilettante ha sostenuto 40 incontri vincendone 35, nel 2006 ha conquistato la medaglia d'argento ai Giochi del Commonwealth nei pesi medi.
Nello stesso anno, è passato al professionismo, dopo alcuni titoli minori nella categoria dei pesi supermedi ha iniziato a combattere come mediomassimo.
Il 5 agosto 2013 ha conquistato il titolo mondiale a Montréal, sua città di adozione, battendo lo statunitense Chad Dawson.